# Горбенко, Иван Иванович
Иван Иванович Горбенко (1903—1985) — начальник Первого спецотдела МВД СССР, генерал-майор (1945).

## Биография
Гор. высш. начальное училище, Верхнеднепровск 1920; сапожник, Верхнеднепровск 01.20-09.21; сапожник-кустарь, г. Кобеляки Полтав. губ. 09.21-03.23; сапожник-кустарь, с. Орлик Полтав. губ. 03.23-10.23; сапожник-кустарь, Верхнеднепровск 10.23-03.27; навесщик металлург. з-да им. Дзержинского, Каменское 03.27-06.28; зав. агит.-проп. отд. парт, ячейки металлург, з-да, Каменское 06.28-07.29; секретарь парт, ячейки рельсо-балочного цеха металлург, з-да, Каменское 07.29-08.31; зав. орг. отд. рабочего кооператива металлург, з-да, Каменское 08.31-04.32; зам. нач. упр. гор. милиции по политчасти, Каменское 06.32-02.35; курсы марксизма-ленинизма при ЦК КП(б)У, Киев 02.35-09.36, зам. секретаря райкома КП(б)У, с. Андреевка Днепропетр. обл. 09.36-01.38; 1 секретарь райкома КП(б)У, Андреевка 01.38-01.39.
В органах НКВД-МВД: нач. УРКМ НКВД УССР 08.01.39-09.41; зам. наркома внутр. дел УССР, Киев, Москва 09.41-07.05.43; нач. УНКВД-УМВД Ростов, обл. 07.05.43-07.1 2.51; нач. УМВД Горьк. обл. 07.1 2.51-16.03.53; зам. нач. У МВД Горьк. обл. 23.03.53-30.01.54; и. о. нач. УМВД Каменск, обл. 30.01.54— 18.02.54; нач. УМВД Каменск, обл. 18.02.54-27.08.57; нач. 1 спецотд. МВД СССР 27.08.57-17.03.60; уволен 26.03.60 по болезни. Пенсионер с 03.60, Москва.

## Звания
- майор милиции — 17.04.1939;
- старший майор милиции — 02.04.1940;
- майор ГБ — 06.09.1941;
- комиссар милиции III-го ранга — 04.03.1943;
- комиссар государственной безопасности — 12.05.1943;
- генерал-майор — 09.07.1945.

## Награды
- орден Красного Знамени (02.07.1942);
- орден Трудового Красного Знамени, (19.09.1952).
- 2 ордена Красной Звезды, 26.04.1940;[4], 20.03.1952)
- медали;
- знак «Заслуженный работник НКВД» (04.02.1942);
- знак «50 лет пребывания в КПСС» (20.04.1982).